# Рулофс, Сандра
Сандра Элисабет Рулофс-Саакашвили (нидерл. Sandra Elisabeth Roelofs Saakashvili, груз. სანდრა ელისაბედ რულოვს-სააკაშვილი; род. 23 декабря 1968, Тернёзен, Нидерланды) — жена экс-президента Грузии Михаила Саакашвили, Первая леди Грузии с 2004 по 2013 годы. Член исполнительного комитета «Глобального фонда», президент благотворительного фонда SOCO.

## Биография
По происхождению фламандка. Получила высшее образование в институте иностранных языков в Брюсселе и в Международном институте прав человека в Страсбурге.
Познакомилась с Михаилом Саакашвили в 1993 году, в Страсбурге, в Международном институте прав человека, где преподавала курс права человека. Позднее в том же году она переехала в Нью-Йорк, где работала в Колумбийском университете и в нидерландской правозащитной фирме. В 1996 году пара вернулась в Грузию, где работала в Международном комитете Красного Креста и консульстве Королевства Нидерландов в Тбилиси. С 1999 по 2003 год была приглашённым лектором в Тбилисском государственном университете, преподавала французский язык.
Основанный Сандрой фонд Сохо — неправительственная благотворительная организация, оказывающая помощь детям, беженцам, одиноким пенсионерам, многодетным семьям. С 2007 года фонд занимается репродуктивным здоровьем и уходом за новорождёнными.
В 2005 году вышла в свет книга Сандры «Первая леди Грузии. Рассказ идеалистки».
В мае 2015 года вышел фильм «Быть с Президентом» нидерландского режиссёра Инеки Смитс, где Сандра рассказывает и делится воспоминаниями о своей жизни, детях, муже и переменах в стране будучи первой леди Грузии с 2004 по 2013 годы.
Имеет нидерландское, грузинское (с января 2008 года) и украинское (с 2015 года) гражданство. Помимо родного нидерландского владеет французским, английским, немецким, мегрельским, грузинским и русским языком.

### Личная жизнь

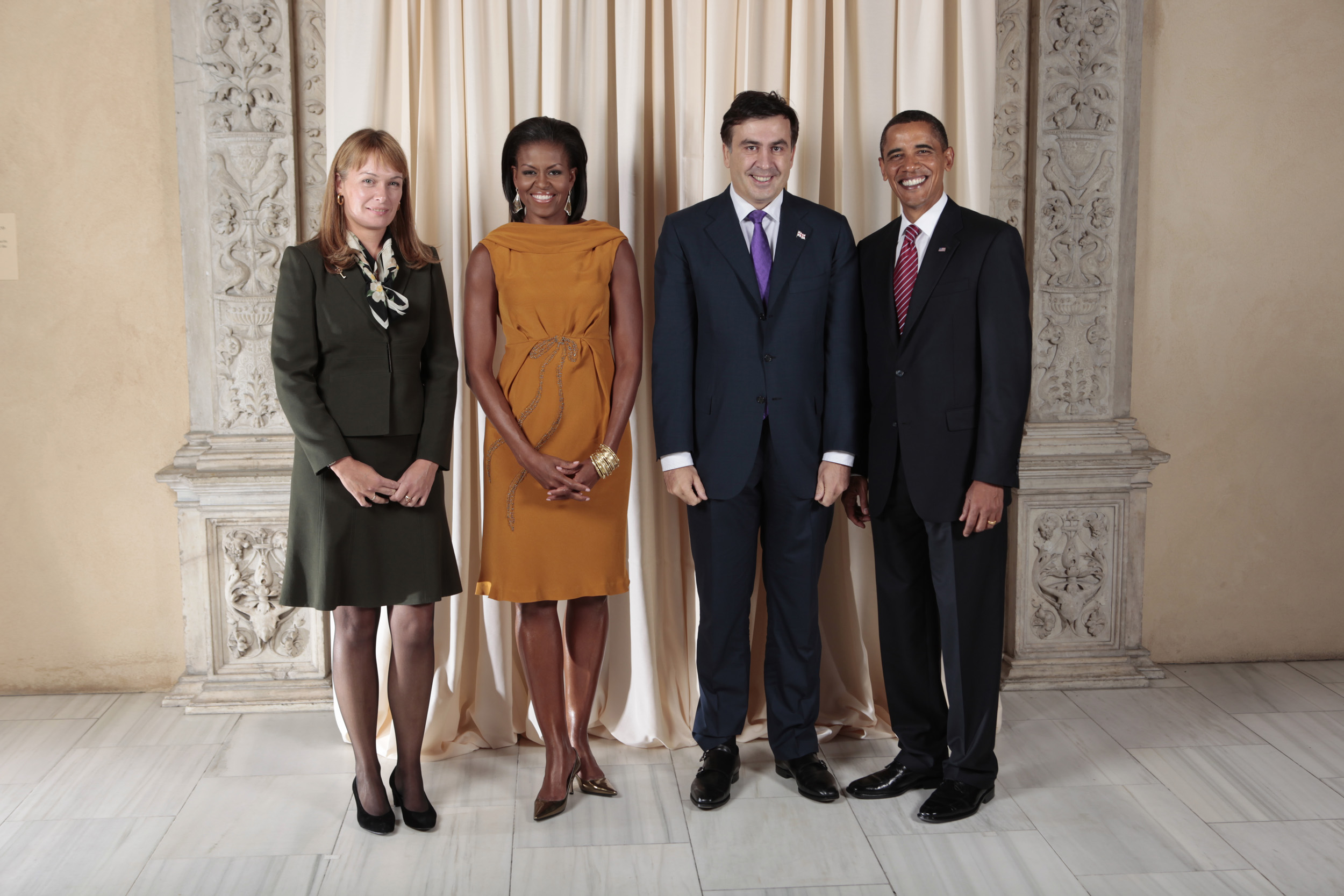
Чета Саакашвили с четой Обама

У Сандры Рулофс и Михаила Саакашвили два сына: Эдуард (1995 г. р.) и Николоз (2005 г. р.).